# Diego Navarrete
Diego Roberto Navarrete Gajardo (Curicó, 11 de mayo de 1982) es un actor chileno principalmente conocido por su papel de Petita en Los 80.
Estudió actuación en la Universidad del Desarrollo de Concepción.

## Filmografía

### Series
- 2008-14: Los 80, como Petita.
- 2009: Mi verdad, como Rafael Quintana (1 ep.)

## Teatro

### Actor
- 2003: Play, como Olmedo.
- 2004: La cuerva, como Adolfo.
- 2005: Martirio: me voy quedando junto a ti, como Moncho.
- 2008: Trilogía de la lluvia, como Moncho.
- 2010: Acreedores, como Él.
- 2010: Plan Pelícano, como Axel.

### Dramaturgo
- 2003: Play
- 2005: Martirio: me voy quedando junto a ti
- 2008-2009: Simultánea heroínas homénicas hoy

### Director
- 2003: Play
- 2006: La familia (Proyecto Fondart)